# Kißlegg

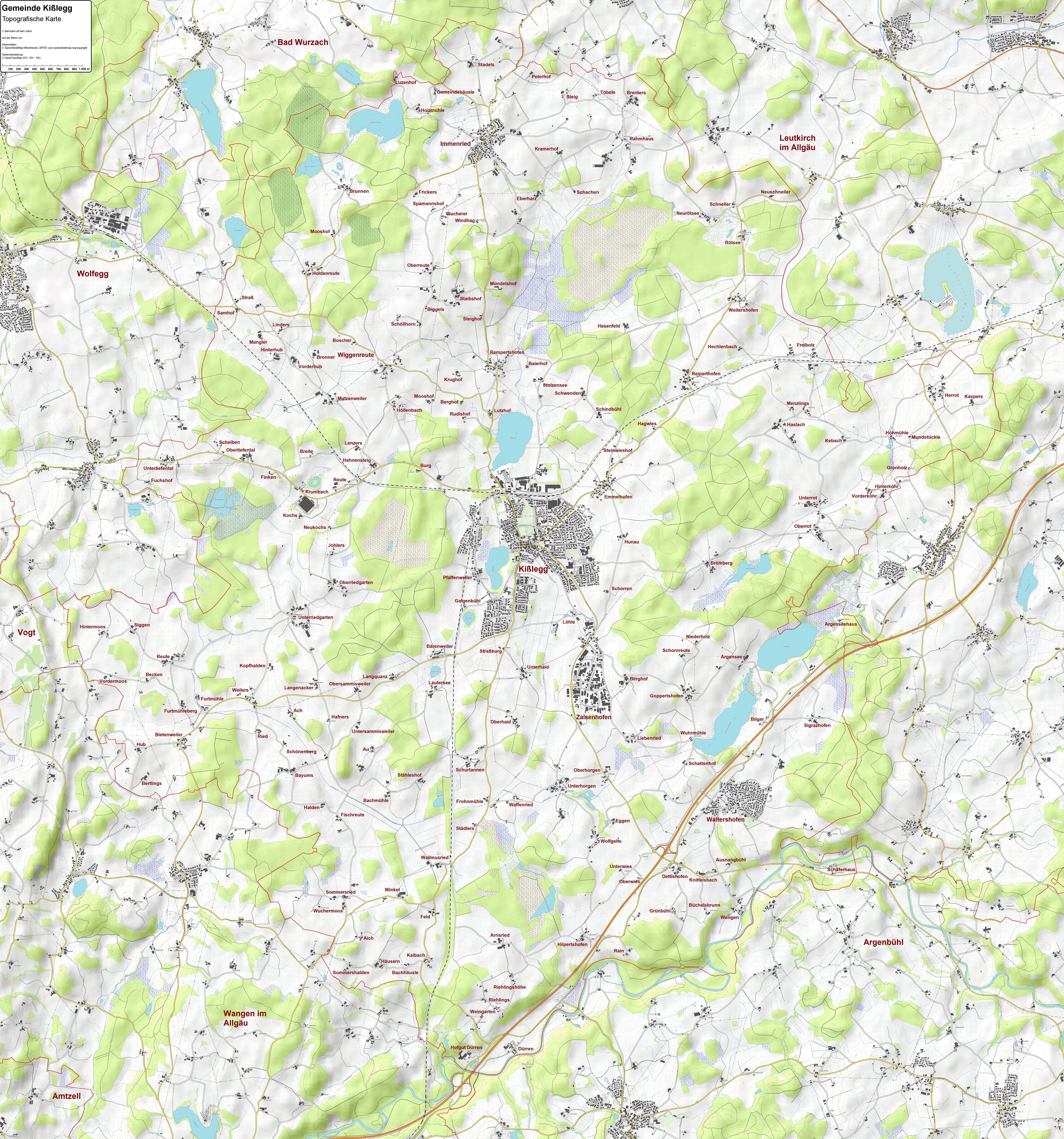
Topografische Karte der Gemeinde Kißlegg

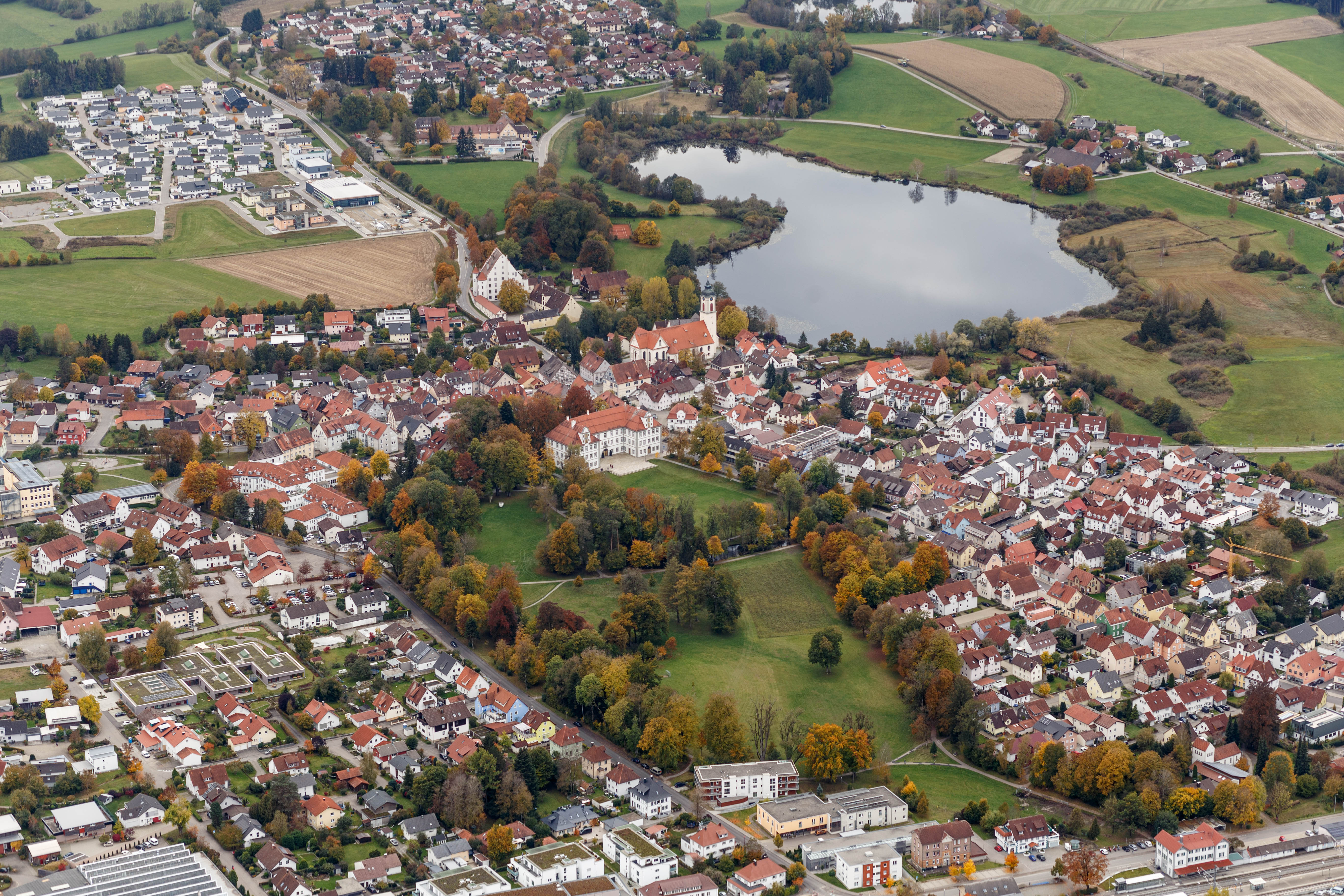
Luftbild des historischen Zentrums von Kißlegg (Oktober 2020)

Die Gemeinde Kißlegg ist ein Luftkurort im Landkreis Ravensburg im Südosten von Baden-Württemberg im Westallgäu.

## Geographie

### Nachbargemeinden
An Kißlegg grenzen folgende Gemeinden an: im Norden die Stadt Bad Wurzach, im Osten die Stadt Leutkirch, im Süden die Gemeinde Argenbühl und die Stadt Wangen im Allgäu sowie im Westen die Gemeinden Vogt und Wolfegg.
Durch das Gebiet der Gemeinde verläuft die Europäische Hauptwasserscheide.

### Gemeindegliederung
Kißlegg besteht aus den sechs Ortsteilen Kißlegg, Sommersried, Emmelhofen, Wiggenreute, Waltershofen und Immenried.
Zur Gemeinde Kißlegg gehören ferner nahezu 170 weitere Dörfer, Weiler und Einzelhöfe: Ach, Aich, Argensee, Argenseehaus, Arrisried, Au, Ausnangbühl, Bachhäusle, Bachmühle, Baierhof, Bärenweiler, Bayums, Becken, Berghof / Wiggenreute, Berghof / Zaisenhofen, Bertlings, Bietenweiler, Biggels, Bilger, Boscher, Breite, Bremberg, Brenters, Bronner, Brunnen, Büchelsbrunn, Burg, Dettishofen, Dürren, Eberharz, Eggen, Feld, Finken, Fischreute, Freibolz, Frickers, Frohnmühle, Fuchshof, Furtmühle, Furtmühleberg, Galgenbühl, Gemeindehäusle, Goppertshofen, Gronholz, Grünbühl, Hafners, Hagwies, Hahnensteig, Halden, Hasenfeld, Haslach, Häusern, Hechlenbach, Herrot, Hilperthofen, Hinterhub, Hinterköhr, Hintermoos, Hofgut Dürren, Höhmühle, Holdersreute, Höllenbach, Holzmühle, Hub, Hunau, Hohlers, Kaibach, Kaspers, Kebach, Knittelsbach, Kochs, Kopfhalden, Kramerhof, Krughof, Krumbach, Langenacker, Langquanz, Lautersee, Lenzers, Liebenried, Linders, Löhle, Luzenhof, Mangler, Menzlings, Mooshof / Immenried, Mooshof / Wiggenreute, Mündelshof, Mundstückle, Neukochs, Neurötsee, Neuschneller, Niederholz, Oberhaid, Oberhorgen, Oberreute, Oberriedgarten, Oberrot, Obersammisweiler, Obertiefental, Oberwies, Peterhof, Pfaffenweiler, Rahmhaus, Rain, Reipertshofen, Rempertshofen, Reute (bei Kißlegg), Reute (bei Leupolz), Ried, Riehlings, Riehlingshöhe, Rötsee, Rudishof, Samhof, Schachen, Schäferhaus, Schattenhof, Scheiben, Schindbühl, Schneller, Schöllhorn, Schönenberg, Schornreute, Schorren, Schurtannen, Schwenden, Siggen (bei Leupolz), Sigrazhofen, Sommershalden, Spamannshof, Stadels, Städlers, Stähleshof, Staibshof, Steig, Steighof, Steinwieshof, Stolzensee, Straß, Straßburg, Töbele, Übendorf, Unterhaid, Unterhorgen, Unterriedgarten, Unterrot, Untersammisweiler, Untertiefental, Unterwies, Vorderhub, Vorderköhr, Vordermoos, Waffenried, Wallmusried, Weilers, Weingarten, Weitershofen, Wengen, Windhag, Winkel, Wolfgelts, Wucherer, Wuchermoos, Wuhrmühle und Zaisenhofen.

### Schutzgebiete
Direkt westlich der Kißlegger Ortsmitte liegt das rund 26 Hektar große Naturschutzgebiet Zeller See. Es dient als Lebensraum und Rückzugsgebiet einer artenreichen und gefährdeten Tier- und Pflanzenwelt. Im Umland liegen weitere Naturschutzgebiete: das Arrisrieder Moos, das Gründlenried-Rötseemoos, die Moore und Weiher um Brunnen und das Sigrazhofer Ried.

## Geschichte

### Kißlegg

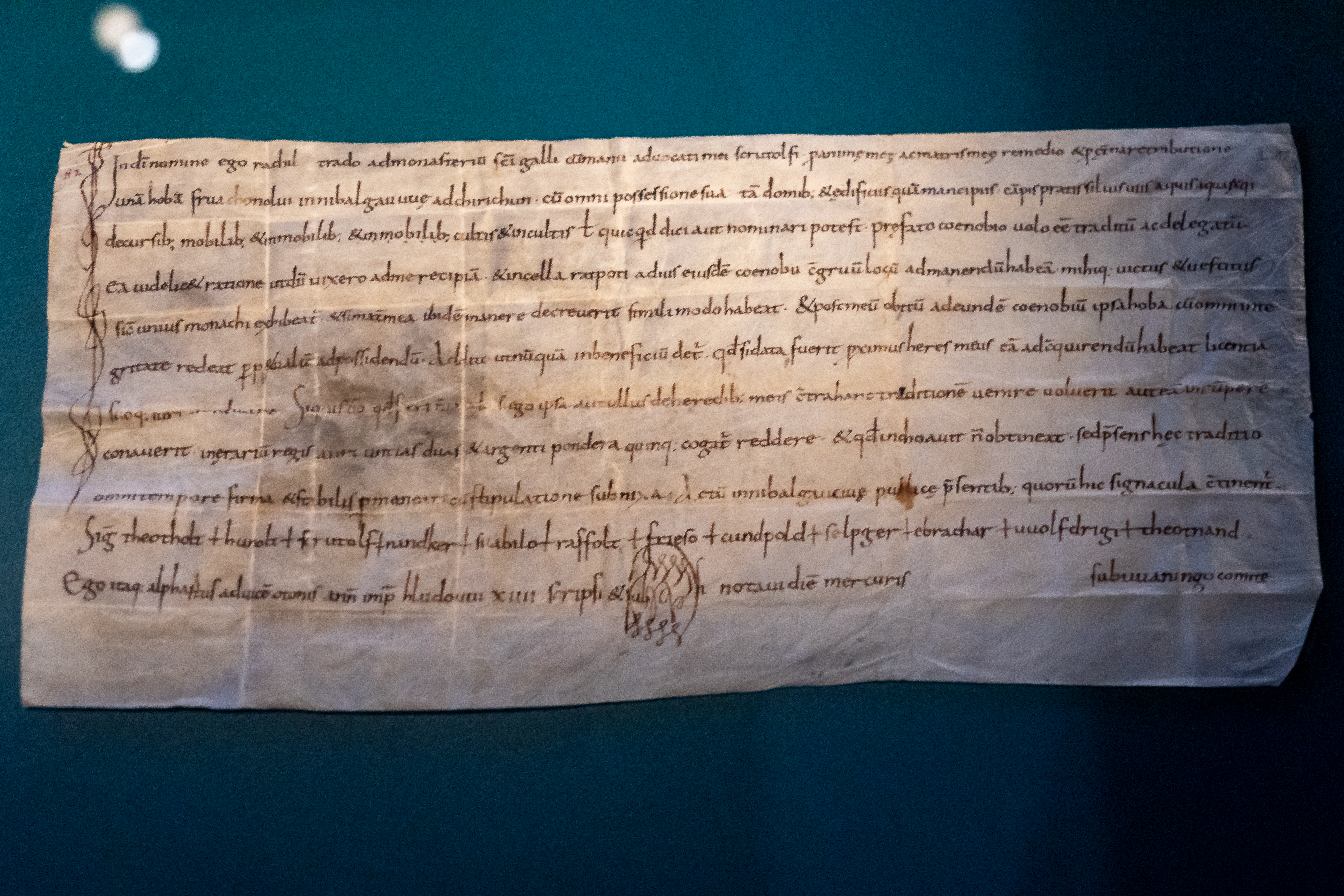
Rachilt reserviert für sich und ihre Mutter einen Wohnplatz in der „Cella Ratpoti“, 12. September 826 - 22. Januar 828, Urkunde Stiftsarchiv St. Gallen

Auf eine Besiedlung in der Römerzeit weist ein reicher Münzfund in Oberhorgen hin. Im 8. Jahrhundert gründete der Leutkircher Priester Ratpot am Ufer des Zellersees eine Zelle (Wohnung und Kirche), die erstmals 824 als Ratpotiscella urkundlich erwähnt wurde und sich bis Anfang des 9. Jahrhunderts zu einer Ortschaft entwickelte. Um 850 kam der Ort in den Besitz des Klosters St. Gallen, das zwischen Zellersee und Obersee einen Meierhof (auch Kellhof) errichtete, zu dem über 100 Bauerngüter der Umgebung gehörten.
Eine adlige Familie war bereits seit dem 9. Jahrhundert in der Umgebung ansässig und verwaltete neben eigenen Besitzungen auch als Meier (auch Keller genannt) die Güter des St. Galler Meierhofs. Ein Mitglied der Familie soll den Namen Kisololt, Kisilhar oder Kisalfrid getragen haben. Die Familie errichtete im 11. oder 12. Jahrhundert die Burg Kisilegge, nach der sie sich ab 1227 Herren von Kiselegge nannte. Der Name der Burg verdrängte mit der Zeit die ursprünglichen Namen Zell und Kißleggzell, so dass der Ort seit dem 15. Jahrhundert nur noch als Kißlegg bekannt ist.
Der letzte Erbe der Herren von Kißlegg verheiratete um 1300 seine Tochter an Marquard von Schellenberg aus der Familie der Schellenberg, die damit neue Besitzer Kißleggs wurden.

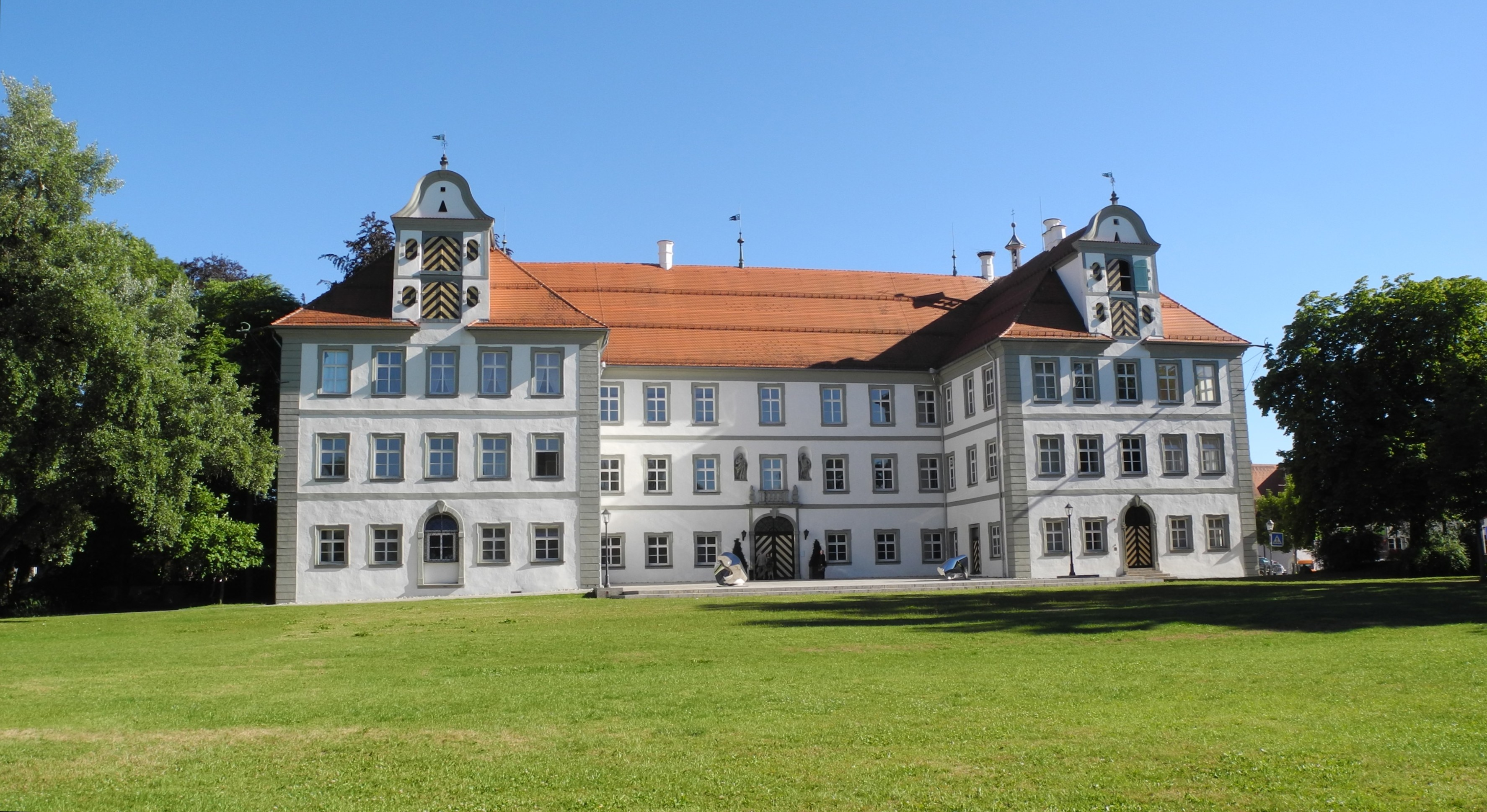
Neues Schloss der Grafen von Waldburg-Zeil-Wurzach

1381 wurde die Herrschaft innerhalb der Familie Schellenberg geteilt in einen schellenbergischen Teil, der 1708 durch Heirat an die Waldburger Linie Waldburg-Wolfegg und Waldsee kam, und einen paumgartischen Teil, der nach mehreren Besitzerwechseln 1625 zunächst an Friedrich von Waldburg-Scheer-Trauchburg und schließlich 1793 an das Haus Waldburg-Zeil-Wurzach ging.
Am 28. Februar 1394 verlieh König Wenzel in Prag beiden Herrschaften das Marktrecht und die niedere und hohe Gerichtsbarkeit. Während des Deutschen Bauernkriegs lag Kißlegg in einem der Zentren des Aufstandes. 1548 wurde Kißlegg mit Ausnahme des Schellenbergischen Schlosses völlig zerstört, 1704 zerstörte ein Feuer erneut fast den gesamten Marktflecken.
1806 kam Kißlegg zum Königreich Württemberg, wo es dem Oberamt Wangen zugeordnet wurde. 1820 entstanden die selbständigen Gemeinden Kißlegg, Sommersried, Samisweiler (um 1823 zu Sommersried), Emmelhofen und Wiggenreute. Am 15. September 1870 eröffneten die Königlich Württembergischen Staats-Eisenbahnen den Streckenabschnitt Waldsee–Kißlegg der Bahnstrecke Herbertingen–Isny. Bei der Verwaltungsreform während der NS-Zeit in Württemberg gelangte Kißlegg 1938 zum Landkreis Wangen. Nach dem Zweiten Weltkrieg fiel der Ort 1945 in die Französische Besatzungszone und gehörte somit zum neu gegründeten Land Württemberg-Hohenzollern, welches 1952 im Land Baden-Württemberg aufging. Mit Auflösung des Landkreises Wangen kam die Gemeinde 1973 zum Landkreis Ravensburg.

### Eingemeindungen
- 1934: Sommersried, Emmelhofen, Wiggenreute
- 1. Januar 1972: Waltershofen und Immenried[2]

### Ortschaften

#### Waltershofen

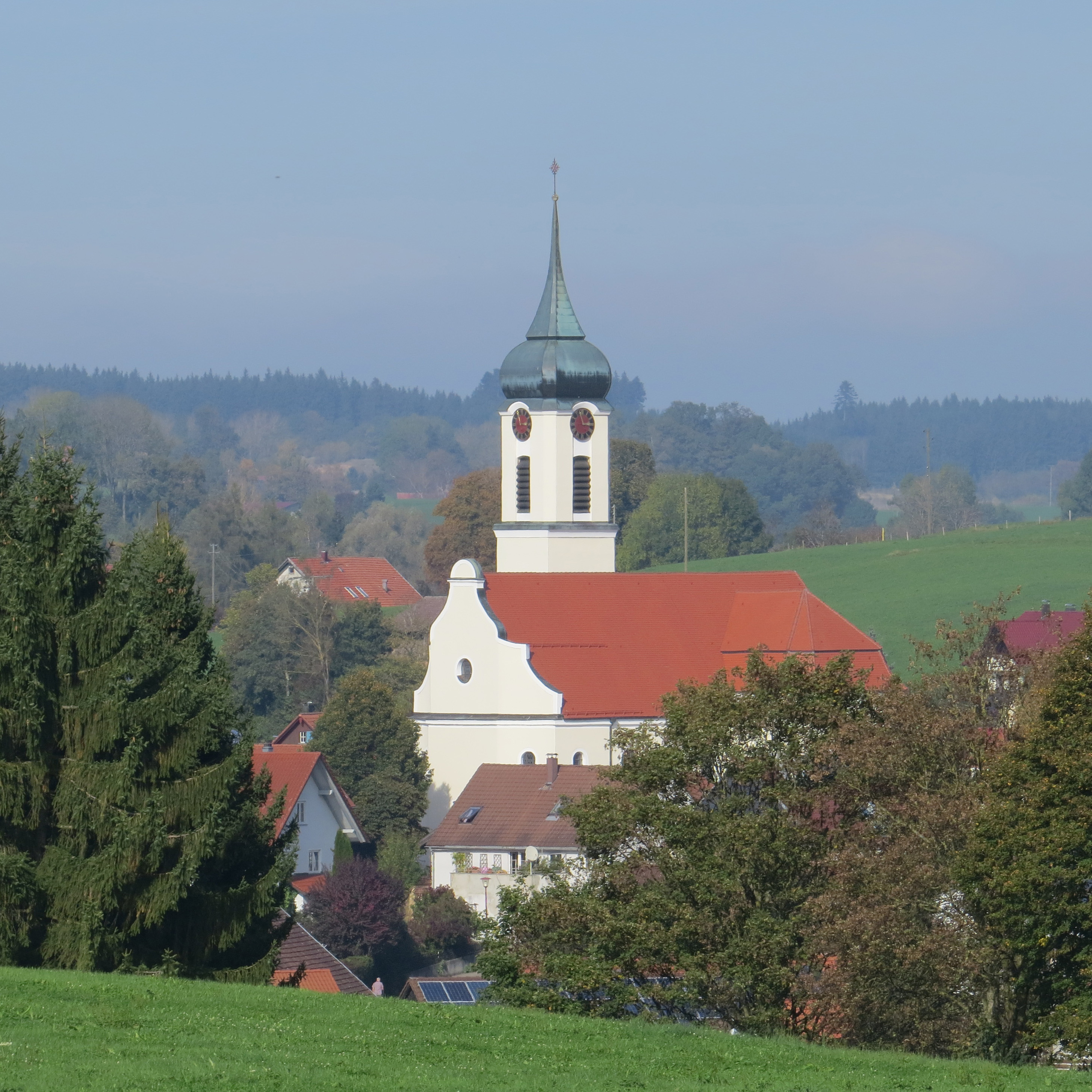
Immenried von Süden

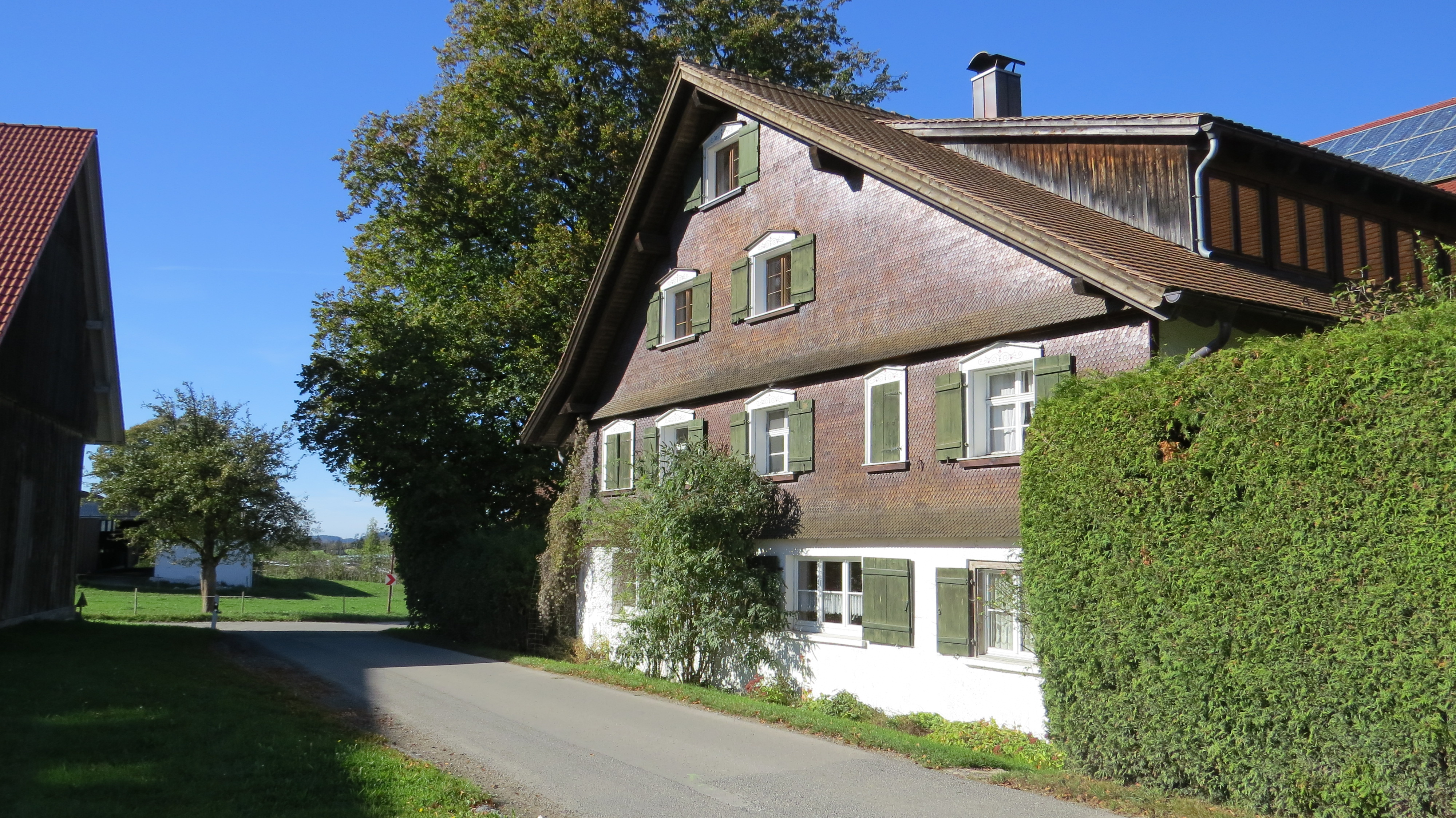
Bauernhaus mit Schindeln und Klebdächern in Matzenweiler

Waltershofen wird erstmals um 1200 in einem Güterrodel des Klosters Isny erwähnt, das hier einen Hof besaß. Bereits 1275 bestand im Ort eine Pfarrei, die nachweislich seit 1353 unter dem Patronat des Klosters Petershausen stand. Das Dorf Waltershofen samt dem Vogtrecht der Pfarrkirche sowie die Höfe und Weiher zu Sigrazhofen waren Lehen des Klosters St. Gallen, die 1431 von den Herren von Heimenhofen zu Hohentann an die Herren von Schellenberg zu Kißlegg veräußert wurden. Im gleichen Jahr verlieh König Sigismund den Herren von Schellenberg die Gerichtsbarkeit zu Waltershofen. Waltershofen bildete mit Sigrazhofen fortan eine eigene Herrschaft mit Nieder- und Hochgericht, war aber stets mit der Schellenbergischen Hälfte der Herrschaft Kißlegg verbunden. Die Herren und Freiherren von Schellenberg führten vom 16. bis zum 18. Jahrhundert Waltershofen in ihrem Titel. Nach dem Tod des letzten Freiherrn von Schellenberg 1708 ging Waltershofen an dessen Tochter und deren Gemahl, den Grafen von Waldburg-Wolfegg, über. 1798 folgten die Grafen von Waldburg-Wolfegg-Waldsee als Besitzer. Nach dem Frieden von Pressburg kamen die Herrschaft Waltershofen sowie die an der Straße Memmingen-Lindau gelegenen Kißlegger Ortsmarkungen Dettishofen, Wengen, Hilpertshofen und Dürren 1806 zunächst an das Königreich Bayern. Nach der Grenzbereinigung von 1810 nahm Württemberg diese Orte in Besitz, bildete daraus die Schultheißerei Waltershofen und gliederte diese dem Oberamt Leutkirch an. Durch die Kreisreformen kam Waltershofen 1938 zum Landkreis Wangen und 1973 zum Landkreis Ravensburg.

#### Immenried
Der Ortsname Immenried bedeutet „Rodung des Immo“. Urkundlich erscheint der Ort erstmals im 14. Jahrhundert als „Ymmenrieth“ in einem Codex der Stiftsbibliothek St. Gallen. Immenried war stets Bestandteil der Herrschaft Kißlegg und teilt damit seine Geschichte. Schon früh bestand im Ort eine eigene, der hl. Ursula geweihte Kirche, die nach der Überlieferung ursprünglich Pfarrkirche gewesen sein soll. Sie wird jedoch zwischen 1360 und 1810 immer als Filialkirche von Kißlegg erwähnt; den örtlichen Gottesdienst übernahm der Frühmesskaplan von Kißlegg. 1810 wurde die Frühmesskaplanei nach Immenried verlegt und zur Pfarrstelle erhoben. 1806 kam Immenried zum Königreich Württemberg und wurde 1820 selbständige Gemeinde mit den Ortsmarkungen Eintürnenberg (bis 1842), Oberreute, Eberharz, Rahmhaus, Pfenders, Stadels und Holzmühle. Die Gemeinde Immenried gehörte zunächst zum Oberamt, dann zum Landkreis Wangen und kam mit der Gesamtgemeinde Kißlegg 1973 zum Landkreis Ravensburg.

### Wohnplätze

#### Matzenweiler
Matzenweiler liegt nordwestlich von Kißlegg. Es gehörte bis 1934 zur Gemeinde Wiggenreute und bildete früher zusammen mit Hub eine Parzellargemeinde, die sich noch in gemeinsamem Besitztum fortsetzt. Die Parzellargemeinde besteht aus den 10 alten Anwesen in Matzenweiler und Hub.

## Religionen

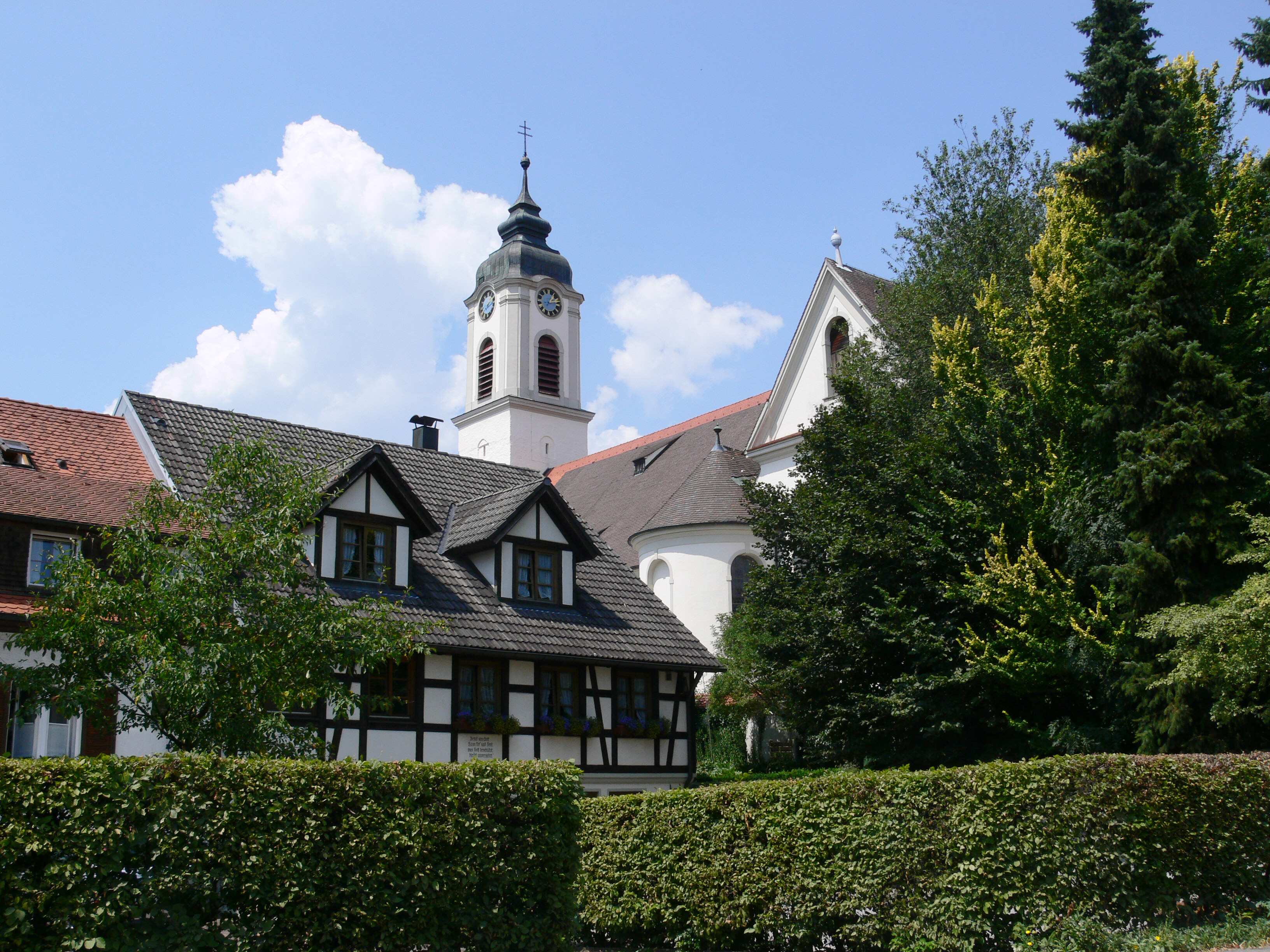
Katholische Pfarrkirche

Kißlegg ist wie die umliegende Region römisch-katholisch geprägt. 71 % der Einwohner von Kißlegg sind katholisch. Sie gehören zu den Pfarreien St. Gallus und Ulrich (Kißlegg), St. Petrus und Magnus (Waltershofen) und St. Ursula (Immenried) der Diözese Rottenburg-Stuttgart.
1885 wurde auch eine evangelische Kirche erbaut. Ursprünglich gehörten die evangelischen Christen der Gemeinde zur Kirchengemeinde Wangen, bevor 1983 eine eigenständige Kirchengemeinde Kißlegg gegründet wurde. Die Gemeinde gehört zum Kirchenbezirk Ravensburg; ihr gehören 12 % der Einwohner Kißleggs an.

## Politik

### Gemeinderat
Der Kißlegger Gemeinderat besteht laut Gemeindesatzung aus 23 gewählten Gemeinderäten und dem Bürgermeister als Vorsitzendem.
| Wahlen vom      | 9. Juni 2024 | 9. Juni 2024 | 9. Juni 2024 | 9. Juni 2024 | 26. Mai 2019 | 26. Mai 2019 |
| --------------- | ------------ | ------------ | ------------ | ------------ | ------------ | ------------ |
| Wahlbeteiligung | 66,0 %       | 66,0 %       | 66,0 %       | 66,0 %       | 64,3 %       | 64,3 %       |
| Partei / Liste  | Stimmen      | Stimmen      | Sitze        | Sitze        | Stimmen      | Sitze        |
| Partei / Liste  | Anteil       | +/−          | 0            | +/−          | Anteil       | 0            |
| CDU             | 46,6 %       | + 2,0        | 11           | + 2          | 44,6 %       | 9            |
| SPD             | 13,3 %       | + 1,0        | 3            | ± 0          | 12,3 %       | 3            |
| GRÜNE*          | 9,5 %        | − 5,6        | 2            | − 1          | 15,1 %       | 3            |
| FWK             | 30,6 %       | + 3,9        | 7            | + 2          | 26,7 %       | 5            |
| FDP             | −            | − 1,2        | −            | ± 0          | 1,2 %        | −            |

* 2019 als GOL/ELK, GOL = Grün-Offene Liste, ELK = Entwicklung Lebensraum Kißlegg

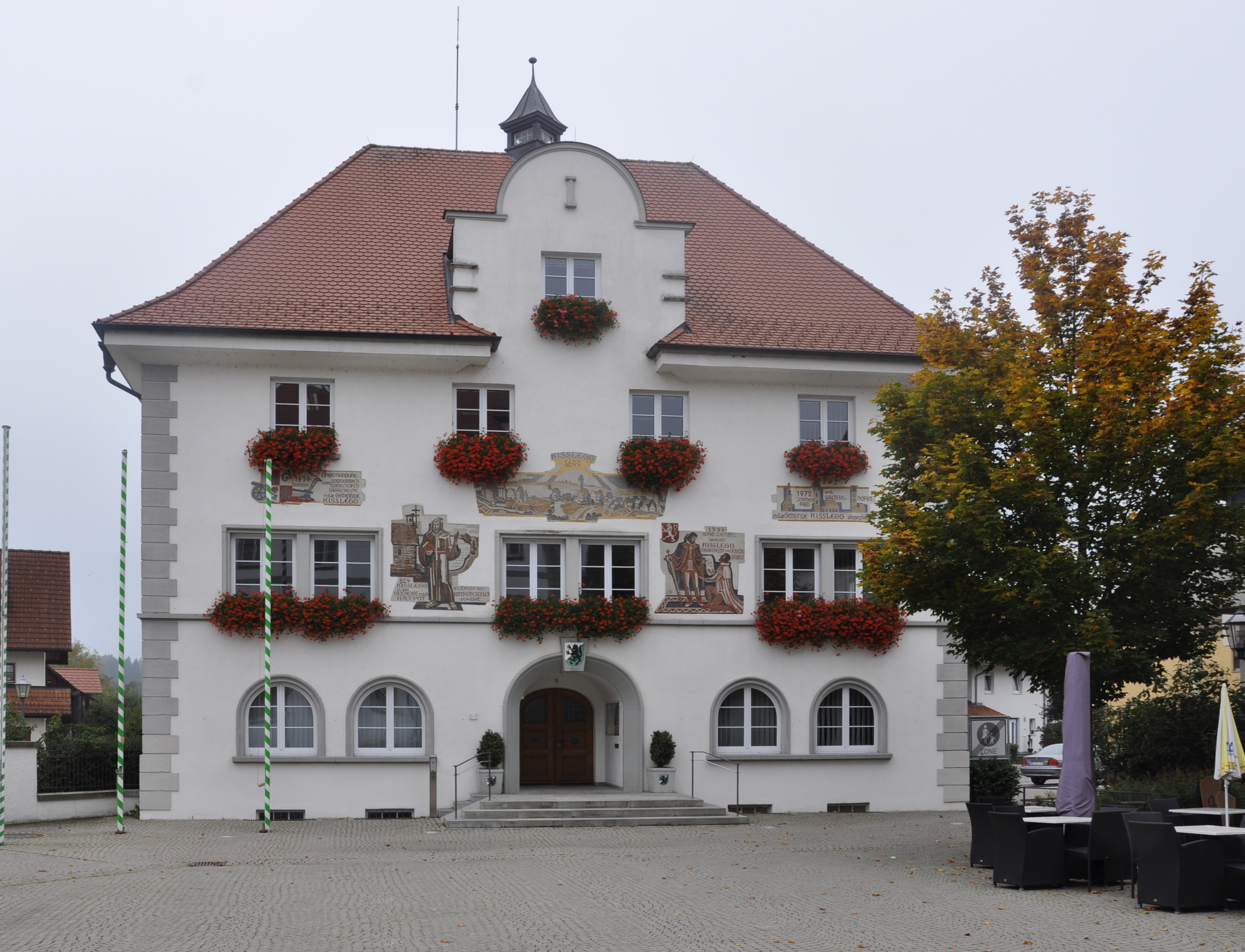
Rathaus Kißlegg

### Bürgermeister
Bürgermeister ist seit dem 3. Januar 2005 Dieter Krattenmacher. Er wurde im Oktober 2012 mit 97,1 % und im Oktober 2020 mit 86,3 % der Stimmen wiedergewählt.

### Wappen
| Wappen der Gemeinde Kißlegg | Blasonierung: „In von Silber (Weiß) und Grün schräglinks geteiltem Schild ein aufgerichteter, feuerspeiender, im silbernen (weißen) Feld schwarzer, im grünen Feld silberner (weißer) Panther.“ |
| Wappen der Gemeinde Kißlegg | Wappenbegründung: Im Jahre 1930 äußerte die Gemeinde den Wunsch nach einem eigenen Wappen, das am Rathausneubau und in den damals neu zu beschaffenden Dienstsiegeln abgebildet werden sollte. Dieses Bildkennzeichen sollte nach den Vorstellungen der Gemeinde den Panther als das Wappentier der ehemaligen Ortsadelsfamilie und die in Kißlegg damals schon verwendeten Farben Silber (Weiß) und Grün enthalten. Dementsprechend gestaltete die Archivdirektion Stuttgart das Wappen in Anlehnung an das Siegel des Bertoldus de Kyselegge von 1276. Der Gemeinderat nahm das Wappen am 31. Oktober 1930 an und legte gleichzeitig die Flaggenfarben endgültig fest. |

### Partnerschaften
Seit 1978 ist Kißlegg mit der französischen Stadt Le Pouliguen im Département Loire-Atlantique partnerschaftlich verbunden. Eine weitere Partnerschaft ist die Gemeinde mit Fontanellato in der italienischen Emilia-Romagna eingegangen.

## Sehenswürdigkeiten

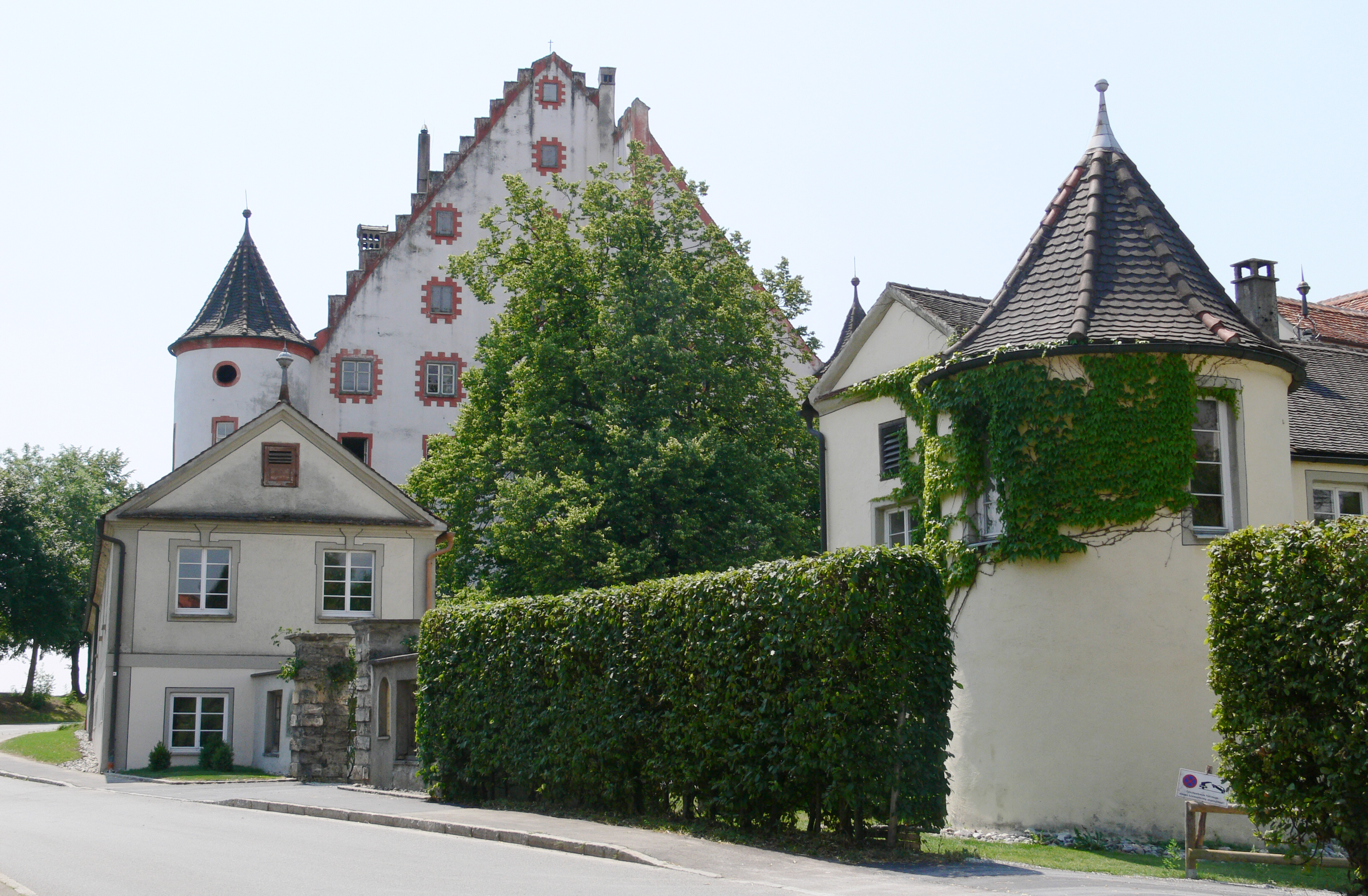
Das Alte Schloss

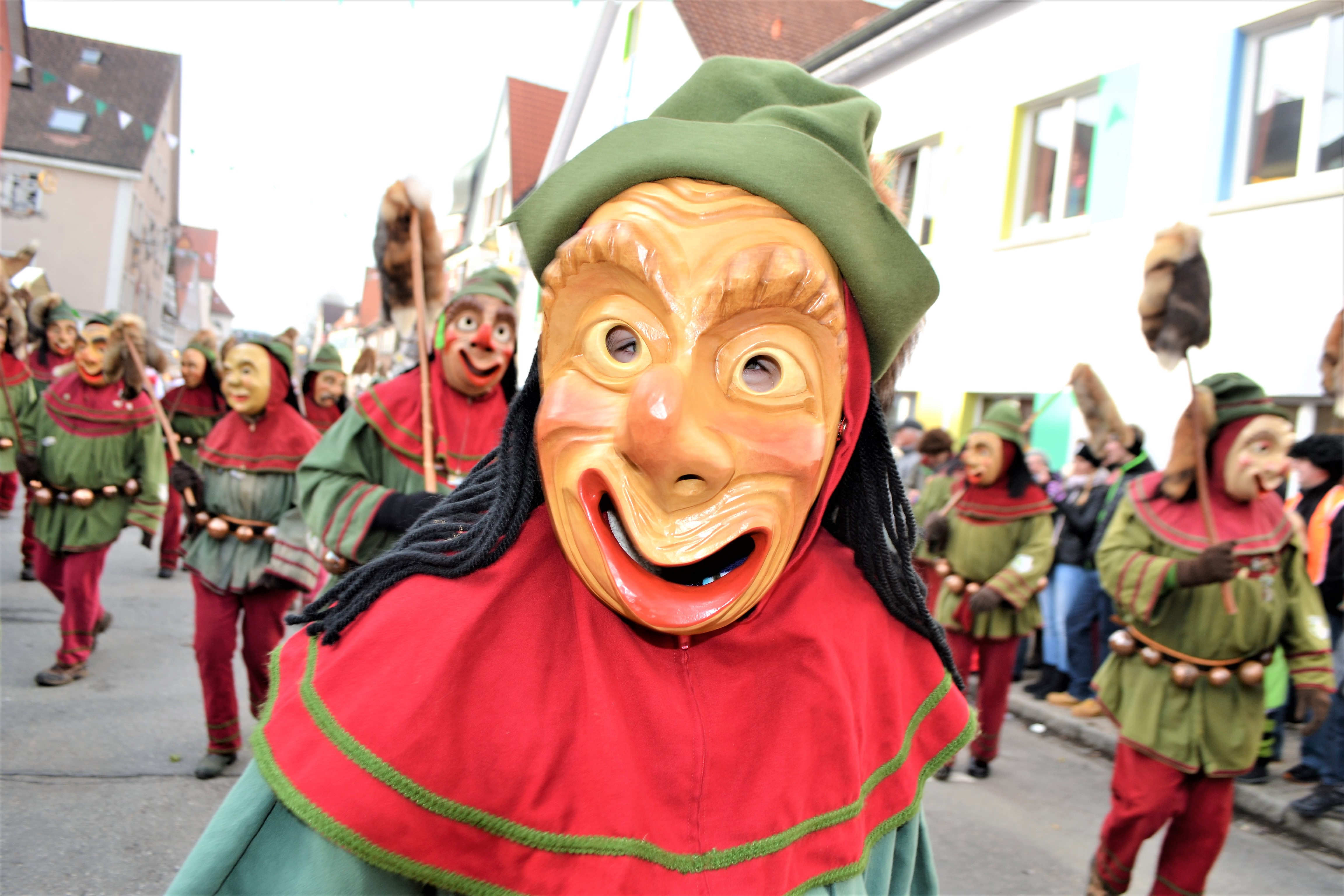
Kißlegger Hudelmale (dominierende Figur der Kißlegger Fastnacht) beim Landschaftstreffen Oberschwaben-Allgäu der Vereinigung schwäbisch-alemannischer Narrenzünfte 2017 in Kißlegg.

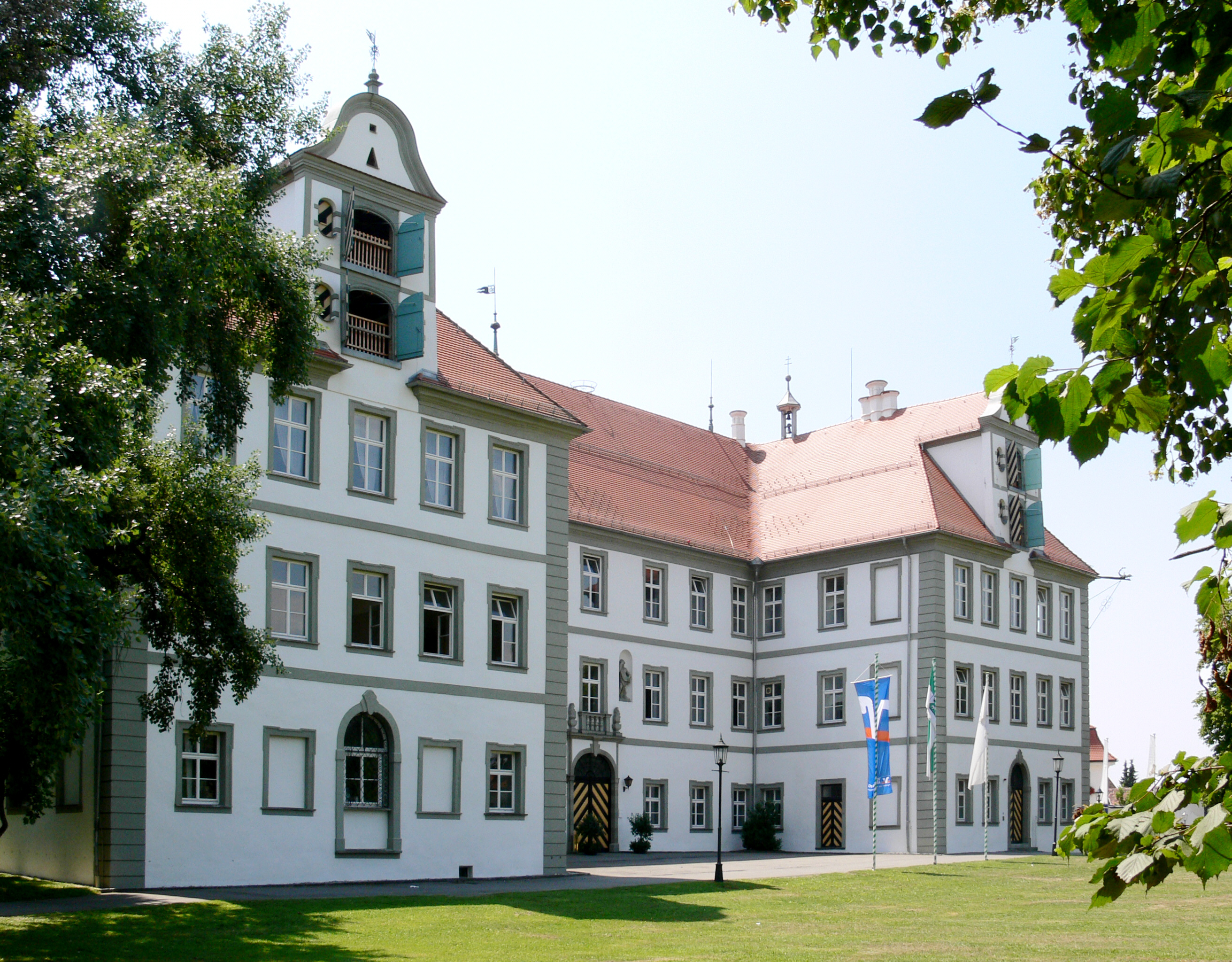
Das Neue Schloss

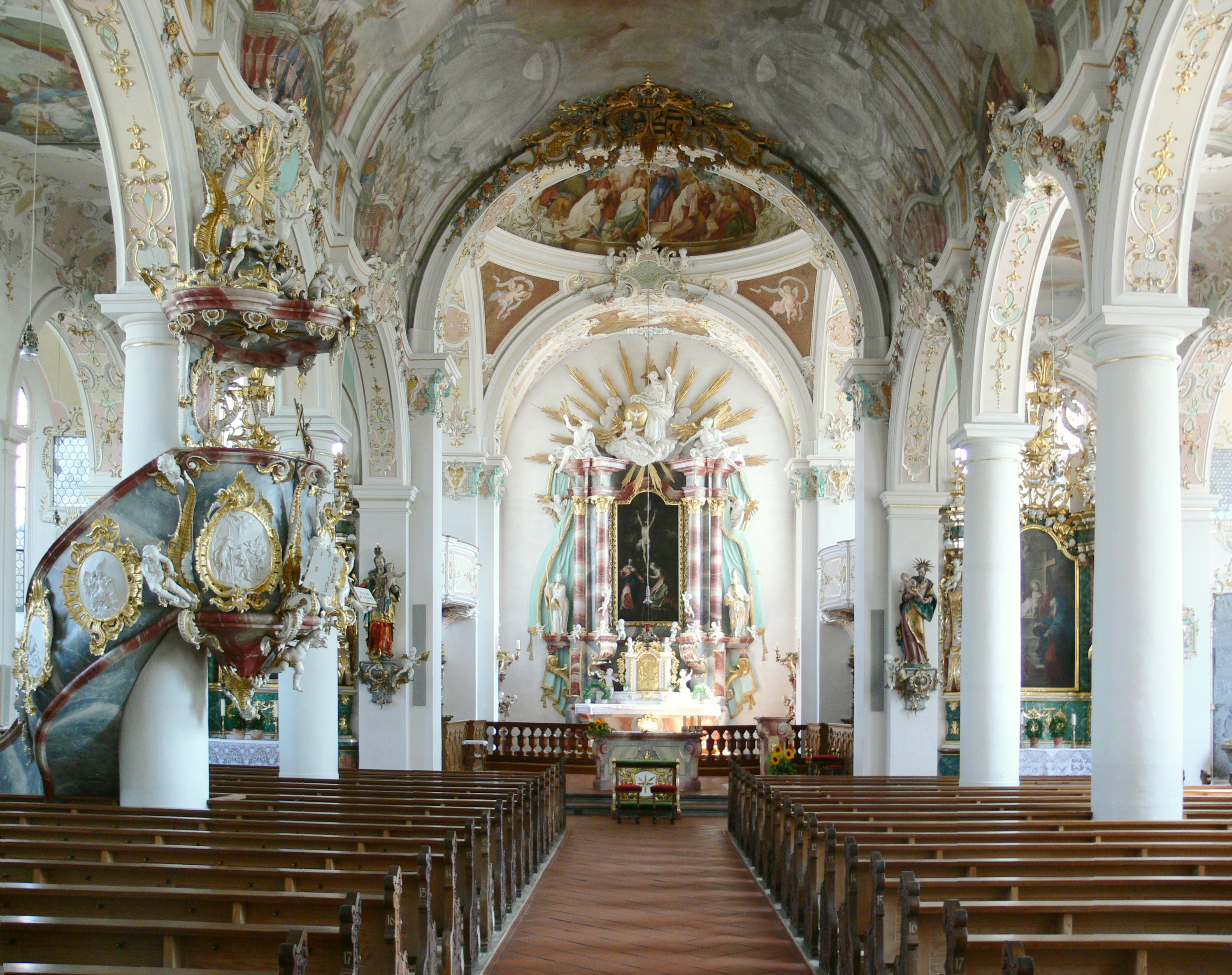
Pfarrkirche St. Gallus und Ulrich

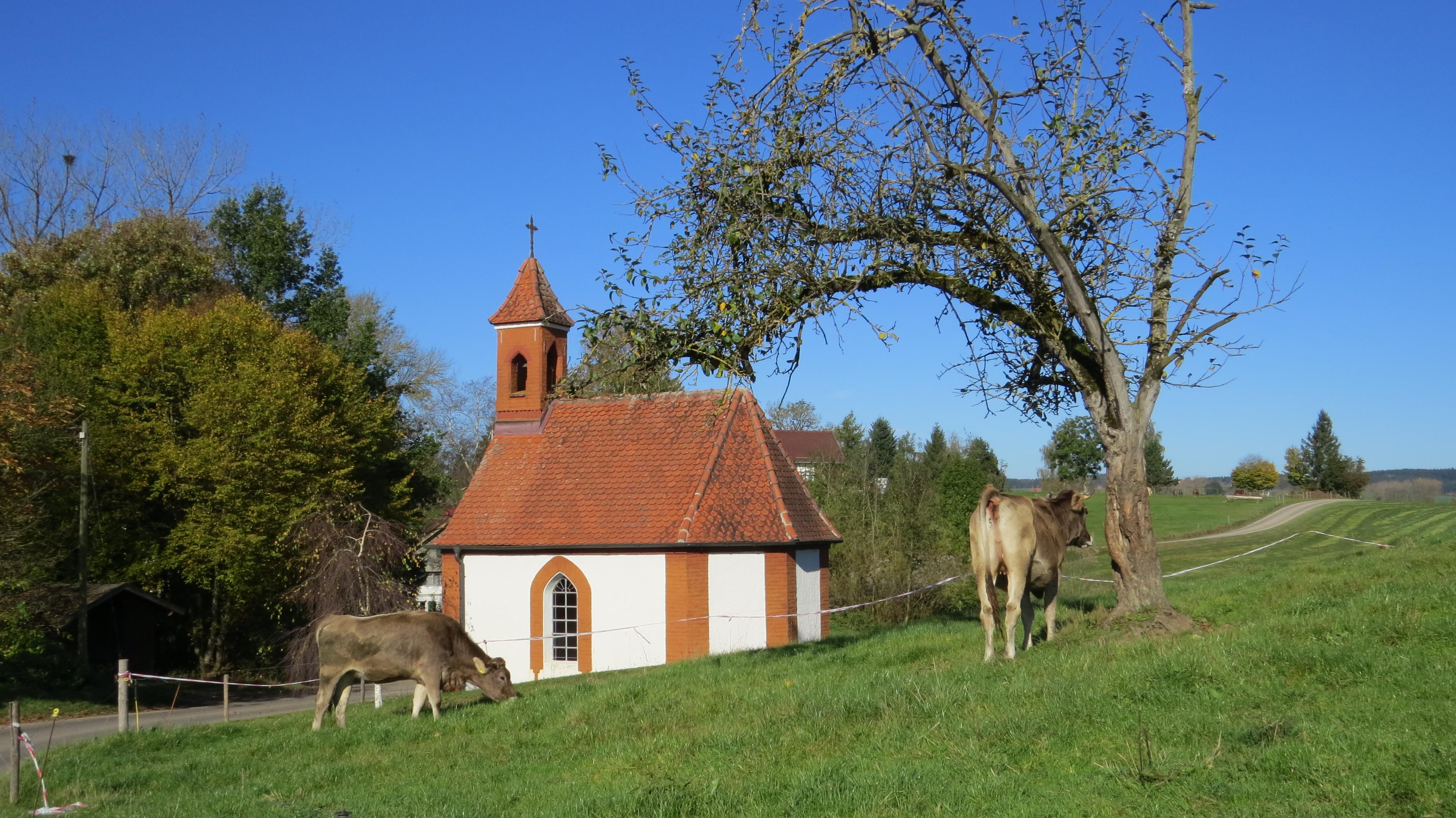
Kapelle Rahmhaus

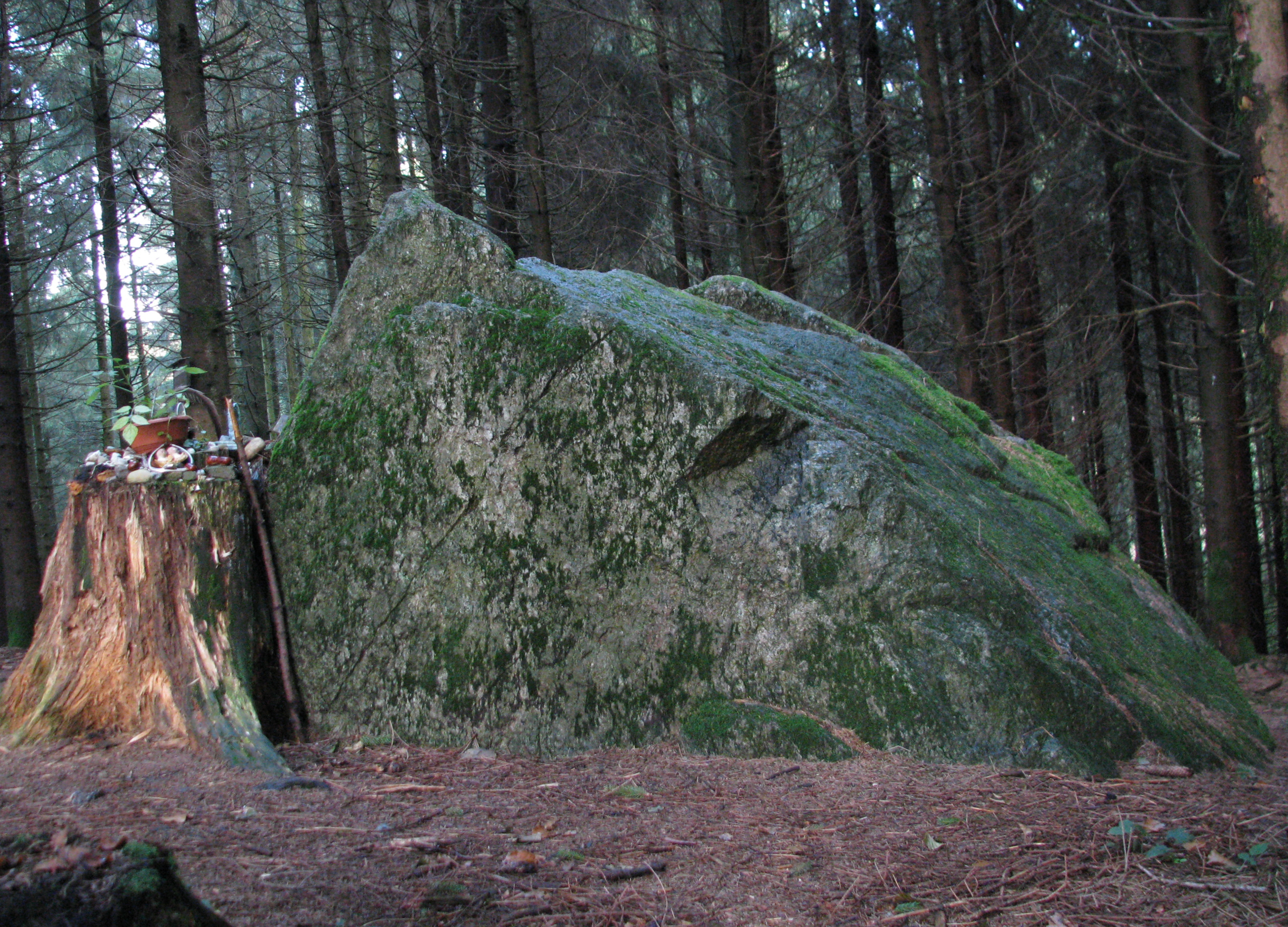
Naturdenkmal Heiliger Stein bei Waltershofen

- Altes Schloss: mit seinen hohen Staffelgiebeln und vier runden Ecktürmen war es ursprünglich Sitz der Herren von Schellenberg, später der Familie Waldburg-Wolfegg, der es heute noch gehört. Das Schloss wurde zwischen 1560 und 1570 unter Hans Ulrich von Schellenberg errichtet. Im nordöstlichen Erker sind Renaissance-Malereien von 1580 mit biblischen Szenen erhalten. Es erhielt zwischen 1717 und 1721 eine barocke Innenausstattung (u. a. Stuckierung).
- Neues Schloss: Das Neue Schloss wurde 1721–1727 von Johann Georg Fischer unter Graf Johann Ernst von Waldburg-Trauchburg errichtet. Zur barocken Ausstattung gehören acht lebensgroße Sibyllenfiguren von Joseph Anton Feuchtmayer im reich stuckierten Haupttreppenhaus. Der Schlosspark im englischen Stil wurde von Fürst Eberhard von Waldburg-Zeil-Wurzach angelegt. 1960 wurde das Schloss von der Gemeinde Kißlegg gekauft und nacheinander als Realschule, Sonderschule, Schulungsstätte und Museum des Blasmusikverbandes Baden-Württemberg sowie von 1993 bis 2004 als Museum Expressiver Realismus genutzt. In dieser Zeit fand unter anderem eine Ausstellung des Künstlers Theodor Rosenhauer statt. 2005–2018 beherbergte das Schloss das Museum Rudolf Wachter. Dieses zeigte einen repräsentativen Querschnitt zeitgenössischer Skulpturen, die maßgeblich zur Erneuerung der Holzbildhauerei beitrugen, inmitten barocker Baukunst.[4] Seit 1993 dient das Schloss zudem als Sitz des Gäste- und Kulturamts der Gemeinde und des Heimatmuseums Heimatstube.
- Die Schlosskapelle wurde 1722 zu Ehren des Kindes Jesu erbaut. Die spätbarocke Kapelle enthält ein Deckenfresko von Johann Gabriel Roth und einen barocken Altar (um 1730); die Stuckaturen wurden vermutlich von Johannes Schütz gefertigt.
- Pfarrkirche St. Gallus und Ulrich, erbaut 1734–1738 von Johann Georg Fischer durch den Umbau einer gotischen Vorgängerkirche. Durch Fischers heiteren Neubau des Chors und die Erhöhung der Seitenschiffe, den Stuck von Johannes Schütz und die Ausmalung von Franz Anton Erler und Benedikt Gambs d. J. entstand bei weitgehender Beibehaltung der älteren Bausubstanz eine der schönsten Barockkirchen der Region. Sie wurde zuletzt 1974 bis 1980 umfassend renoviert. Die Kirche enthält eine Muttergottes von 1623 (Hans Zürn d. Ä. zugeschrieben), eine barocke Kanzel von Johann Wilhelm Hegenauer (1745) und zahlreiche Grabmäler des 16. und 17. Jahrhunderts. Die Kirche besitzt auch einen wertvollen Silberschatz von 1741 bis 1755 aus der Werkstatt des Augsburger Silberschmieds Franz Christoph Mäderl, der auf Franz Joseph Lohr, Pfarrer in Kißlegg von 1732 bis 1775, zurückgeht.
- Haus Walser mit historischem Hausgarten, im Kirchmoos gelegen, im Kern historischer Baken- und Bohlenständerbau, errichtet 1715; ehemaliges Färber- und Fassmalerhaus der gleichnamigen Familie, die das Gebäude von 1715 bis 2015 bewohnte. In dem Gebäude soll laut Satzung der Geschwister Walser-Stiftung ein Museum eingerichtet werden.[5]
- Friedhofskapelle St. Anna, 1718–1723 nach einem Entwurf Johann Georg Fischers von dem Baumeister Hans Jakob Graßer und dem Augsburger Stuckator Hans Herkommer erbaut. Die Kirche ist mit einem Freskenzyklus von Cosmas Damian Asam mit Szenen aus dem Leben der heiligen Anna, einem barocken Hochaltar von 1718 und Nebenaltären von 1722/1723 ausgestattet.
- Kapelle des Heilig-Geist-Spitals, von Hans Ulrich von Schellenberg 1575 gestiftet, mit Tafelmalereien und Holzstatuen aus dem 15. bis 19. Jahrhundert. Der Altar enthält ein Gemälde des Pfingstgeschehens von Leopold Greising (1709).
- Spital Bärenweiler, gut erhaltene Gesamtanlage einer Spitalstiftung des 17. Jahrhunderts für Gebrechliche, Alte und Arme (gestiftet 1619 von Maria Anna Gräfin von Hohenems). Die der Hl. Dreifaltigkeit geweihte Kapelle enthält Altäre des späten 18. Jahrhunderts.
- Wallfahrtskirche Maria Königin der Engel in Rötsee, Grablege des seligen Ratperonius (10. Jahrhundert). Datierbar sind der Chor von 1449 und Erneuerungen von 1580 und 1748. Die Ausstattung enthält das Gnadenbild von Rötsee (eine spätgotische Madonna des Ulmer Bildhauers Hans Multscher oder seiner Schule), barocke Fresken von Anton Wiedmann (1748) und barocke Altäre von 1718 und 1709.
- Ortskapelle in Immenried-Oberreute[6], um die Mitte des 19. Jahrhunderts erbaute Kapelle im Stile der Neogotik
- Naturdenkmal Heiliger Stein im Wald bei Waltershofen. Das Gewicht des Gneisblocks aus der Würmeiszeit wird auf etwa 39 Tonnen geschätzt.[7]

## Regelmäßige Veranstaltungen

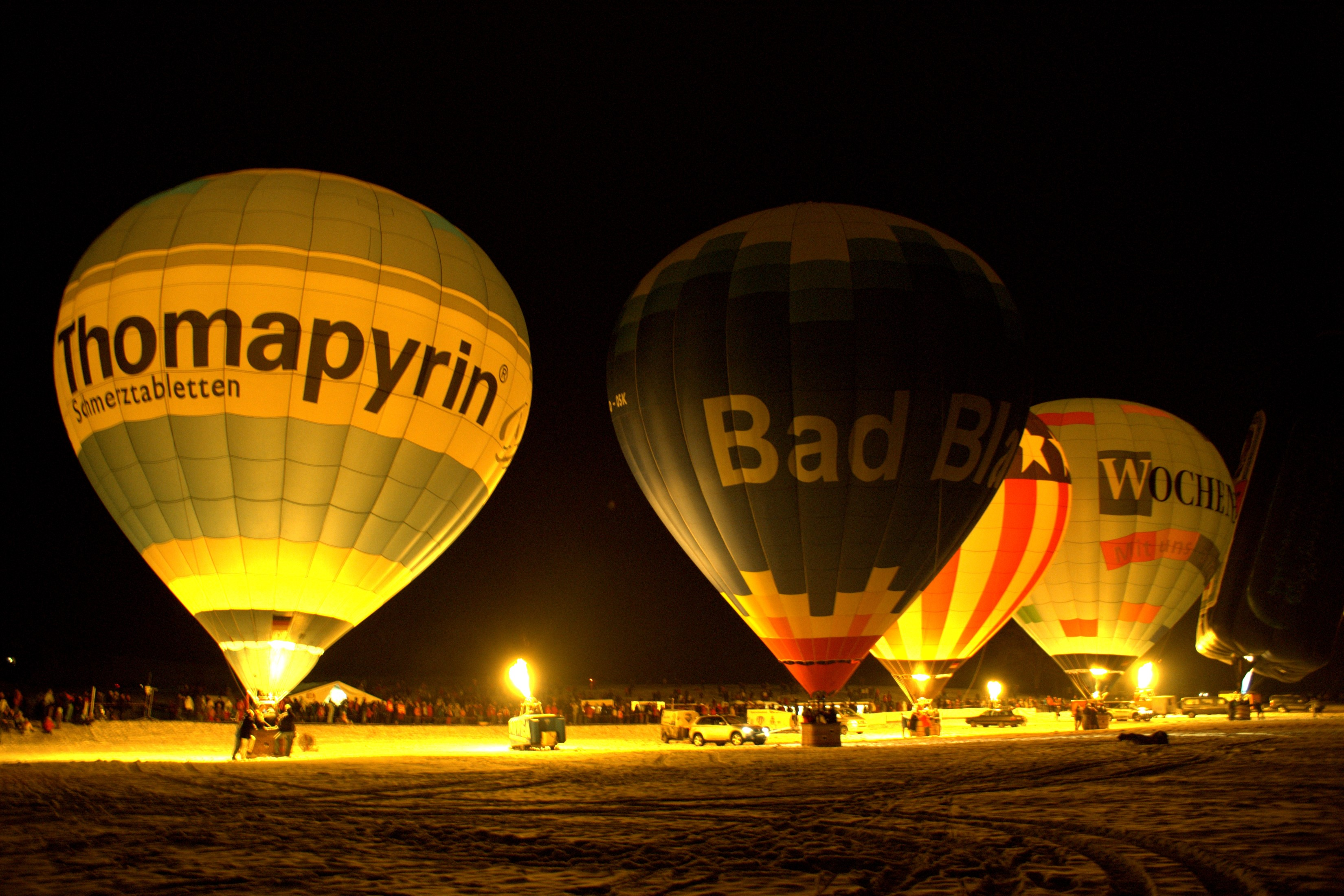
Ballonglühen 2009

- Kißlegger Fasnet: Fastnachtsumtriebe in Kißlegg sind seit dem 17. Jahrhundert belegt, Seit dem Jahr 1967 organisiert die Narrenzunft Kißlegger Hudelmale e. V. die fünfte Jahreszeit in Kißlegg im Stil der schwäbisch-alemannischen Fasnet. Die Narrenzunft ist seit 1971 Mitglied der Vereinigung schwäbisch-alemannischer Narrenzünfte.
- Ballonfahrertreffen an Heilige Drei Könige. Jedes Jahr am 6. Januar trafen sich einige Jahre lang zahlreiche Ballonfahrer in Kißlegg. Abends fand ein Ballonglühen statt. Es findet schon seit einigen Jahren nicht mehr statt.

## Wirtschaft und Infrastruktur
Neben der Getränkebranche mit der Edelweißbrauerei Oskar Farny und der Mineralbrunnen Überkingen-Teinach AG (Krumbacher und Kißlegger Sprudel) spielt die Landwirtschaft mit 240 Betrieben sowie der Fremdenverkehr eine wichtige Rolle. Aus diesem Grund bezeichnet sich Kißlegg selbst auch als Kißlegg im Westallgäu.
In Kißlegg-Immenried ansässig ist der Fe-Medienverlag, der unter anderem die katholischen Monatszeitschriften PUR magazin und VATICAN magazin sowie zahlreiche Buchpublikationen herausgibt.

### Tourismus

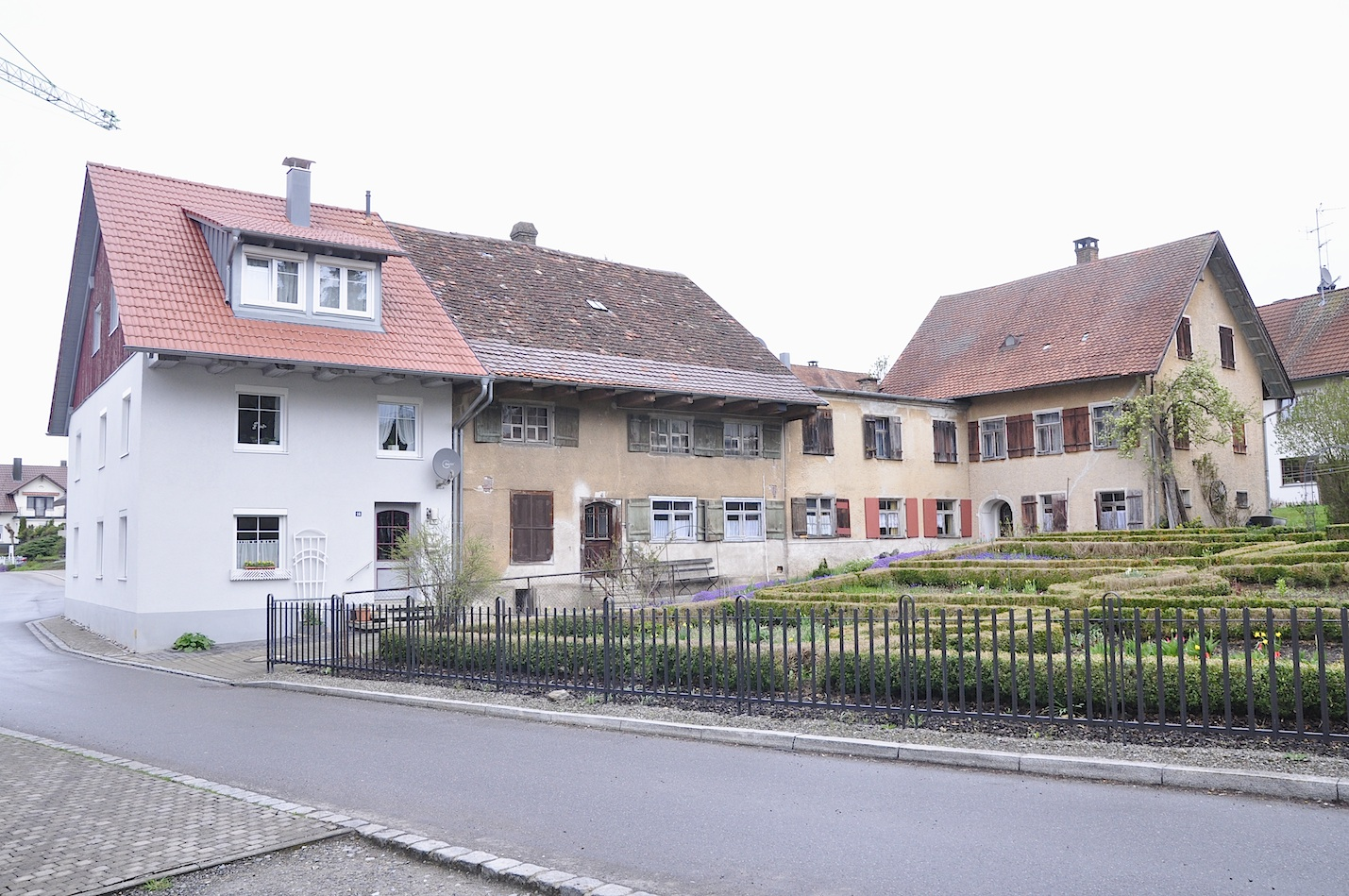
Haus Walser

Kißlegg liegt an der Oberschwäbischen Barockstraße und ist eingebettet in eine Seenlandschaft, die durch Rad- und Wanderwege erschlossen ist. Unter anderem führt die ca. 475 Kilometer lange Radrunde Allgäu durch Kißlegg. Im Arrisrieder Moos gibt es einen Hochmoorlehrpfad, der den schützenswerten Lebensraum Hochmoor näherbringen will. Am Obersee gibt es ein Freibad und Stellplätze für Campingmobile. Parkplätze am Obersee sind kostenpflichtig, am Feuerwehrhaus kostenlos. Die Brauerei Farny bietet ebenso wie die Mineralbrunnen AG im Werk Krumbach Führungen an.

### Verkehr

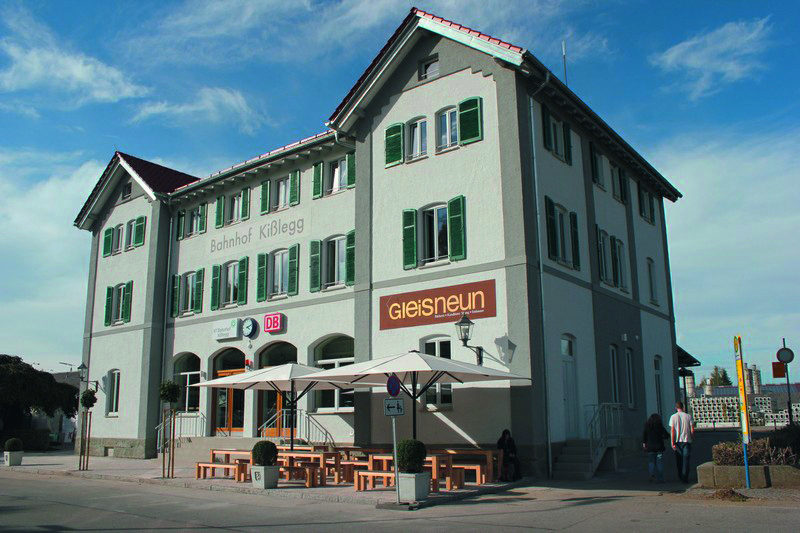
Bahnhof Kißlegg

Im Bahnhof Kißlegg zweigt die Bahnstrecke Kißlegg–Hergatz von der Bahnstrecke Herbertingen–Isny ab. Es bestehen außerdem einige Busverbindungen, so mit Bad Wurzach und Wangen im Allgäu. Der Nahverkehr im Kreisgebiet Ravensburg ist in den Bodensee-Oberschwaben Verkehrsverbund (bodo) integriert. Kißlegg hat einen Anschluss an die Bundesautobahn 96.
Durch eine Alltagsroute aus dem Radnetz Baden-Württemberg ist der Ortsteil Waltershofen über Gebrazhofen und Tautenhofen mit Leutkirch und in der anderen Richtung über Bahnhof Ratzenried und Oflings mit Wangen im Allgäu verbunden. Durch Kißlegg führt der Donau-Bodensee-Radweg. Er führt von Ulm zum Bodensee nach Kressbronn und verläuft dabei von Bad Waldsee über Bergatreute und Wolfegg nach Kißlegg und weiter nach Wangen.
Auf dem Gemeindegebiet liegt das Segelfluggelände Kißlegg.
Am 25. Juni 1973 ereignete sich beim Teilort Reipertshofen ein schwerer Bus-Unfall. Ein Schulbus war an einem blinklichtgesicherten Bahnübergang mit einer einzeln fahrenden Lokomotive zusammengestoßen, nachdem der Busfahrer das Blinklicht missachtet hatte. Sieben Personen kamen dabei ums Leben, 13 wurden verletzt.

### Freizeit
In Kißlegg gibt es das Strandbad am Obersee, in der Sommerzeit hat es täglich geöffnet.

#### Jugend
Der Jugend in Kißlegg steht unter anderem das im August 1999 eröffnete Jugendhaus zur Verfügung. Neben einem hauptamtlich  verwalteten Jugendcafé findet der Besucher dort auch das selbstverwaltete Jugendzentrum Spatz. Das Juze Spatz wird von der am 7. Dezember 1980 gegründeten Initiativgruppe Jugendzentrum e. V. betrieben.
Weiter steht nahe der Realschule Kißlegg auch eine kleine Skateanlage für BMX-Fahrer, Inline-Skater und Skateboarder zur Verfügung.
Die katholische Kirche bietet Jugendlichen die Teilnahme in der Landjugend und der Kolpingsfamilie an.

### Bildung
Neben einer Realschule und einer Hauptschule mit Werkrealschule verfügt Kißlegg über drei Grundschulen. Eine Förderschule rundet das Bildungsangebot ab. Für die jüngsten Einwohner gibt es die Kinderkrippe „Kindernest“ (0–3 Jahre, kommunal) den fünfgruppigen Kindergarten St. Hedwig (kommunal), den eingruppigen Waldorf-Kindergarten (privat), das fünfgruppige „Kinderhaus Regenbogen“ (kirchlich) mit zwei KBZO-Krippengruppen (privat), den zweigruppigen Zellersee-Kindergarten (kommunal, wird 2021 zum Bauernhofkindergarten), den Naturkindergarten (kommunal), sowie den Kindergarten Waltershofen (kommunal) und den Kindergarten Immenried (kommunal).

## Persönlichkeiten

### Söhne und Töchter der Gemeinde
- Jakob Miller (* 1550, † 1. Dezember 1597 in Regensburg), katholischer Reformtheologe, Dompropst und Bistumsadministrator in Regensburg
- Xaver Dentler (* 5. Dezember 1814 in Arrisried; † 4. Mai 1905 in Kißlegg), Schultheiß in Sommersried und Landtagsabgeordneter
- Julie Ermler (1883–1970), Schriftstellerin, Politikerin (Zentrum, CDU) und Oberregierungsrätin
- Oskar Farny (* 9. April 1891, † 20. Juni 1983 in Wangen im Allgäu), Politiker (Zentrumspartei, CDU), Mitglied des Reichstages, Mitglied des Deutschen Bundestages, baden-württembergischer Minister für Bundesratsangelegenheiten
- Georg Geiger (* 7. August 1894 in Unterhaid, Gemeinde Sommersried; † 4. Oktober 1972 in Hannover), Gewerkschafter, Fuhrunternehmer und Politiker (SPD)
- Josef Schilt (1862–1939), Holzbildhauer
- Josef Speth (* 16. Mai 1938), theoretischer Physiker (Vielteilchenphysik und Kernphysik) in Bonn und Jülich
- Heinrich Vogel (* 28. Juli 1901 in Waltershofen; † 1. März 1982 in Kißlegg), Maler und bildender Künstler
- Adalbert Wetzel (* 18. Februar 1904, † Februar 1990 in München), Präsident (1952–1969) und anschließend Ehrenpräsident des TSV 1860 München
- Bernhard Stengele (* 1963), Schauspieler, Regisseur, Theaterleiter, Politiker, von Februar 2023 bis Dezember 2024 Umweltminister in Thüringen
- Inge Kirsner (* 1963), evangelische Theologin, Privatdozentin für Praktische Theologie und Religionspädagogik in Paderborn

### Personen in Verbindung mit Kißlegg
- Thomas Scheitenberger (* 1570er Jahre in Jettingen; † 1650er Jahre), promovierter Jurist, Vogt des baumgartischen Teils der Herrschaft Kißlegg von 1620 bis 1632
- Paul Moser (* 20. Mai 1901 in Geislingen an der Steige; † 18. Oktober 1970 in Kißlegg) war Lehrer, Liedersammler, Volkskundeforscher und Schriftsteller